# Jean-Jacques van Zuylen van Nyevelt
Pour les autres membres de la famille, voir Famille van Zuylen van Nievelt.
Le baron Jean Jacques Van Zuylen van Nyevelt van de Haar, né le 11 octobre 1752 à Bruges et mort le 23 janvier 1846 à Bruges, est un homme politique belge.

## Biographie

### Vie familiale
Jean Jacques Van Zuylen van Nyevelt est le fils de Jean Bernard van Zuylen van Nyevelt, directeur général des postes impériales et royales, échevin et conseiller de la ville de Bruges, et d'Isabelle du Bois de Leyseele. Il est le beau-frère de Jean-Baptiste Coppieters 't Wallant (père de Jean-Baptiste Coppieters 't Wallant et de Charles Coppieters-Stochove) et d'Albert Coppieters (nl). 
Il s'est marié en 1788 avec Marie-Elisabeth de Wijkerslooth (nl) van Weerdesteyn (1759-1815). Le couple reste sans enfants. De la famille van Zuylen van Nievelt aux Pays-Bas il hérite en 1801 du château de Haar à Haarzuilens, ce qui lui permet d'ajouter van de Haar à son nom. 
Il se marie en 1817 en secondes noces avec sa parente Julienne van Zuylen van Nyevelt, dont il aura 13 enfants. Il est le grand-père d'Étienne van Zuylen van Nyevelt.

### Carrière
Jean-Jacques van Zuylen van Nyevelt commence sa carrière professionnelle en succédant à son père en tant que maître des postes général de Bruges et du Franc de Bruges
Le maire de Bruges, prévoyant la chute de l'empereur Napoléon, démissionne en 1813. Le préfet du département de la Lys, Jean François Soult, nomme alors Van Zuylen van Nyevelt van de Haar comme bourgmestre de Bruges. Il a dû guider Bruges à travers la période difficile de la fin de l'empire et de la transition vers le royaume uni des Pays-Bas. Dans les derniers jours de l'Empire, pour répondre aux besoins de la guerre, le gouvernement français impose à la ville de Bruges une taxe extraordinaire. Ne l'ayant pas honorée assez rapidement, Van Zuylen est pris en otage par les Français. Ce n'est qu'après le transfert de la somme due qu'il a été libéré. De retour dans sa ville, Van Zuylen a pu saluer de nombreux vainqueurs de Napoléon, dont le tsar Alexandre Ier de Russie le 29 mai 1814. 
Confirmé en tant que bourgmestre par le régime néerlandais, le roi Guillaume Ier des Pays-Bas le nomme également membre de la Seconde Chambre des États généraux en 1815. 
En 1817, il démissionne comme  parlementaire et bourgmestre, probablement pour se vouer à sa seconde femme et sa famille naissante.

## Fonctions et mandats
- Bourgmestre de Bruges : 1813-1817
- Membre de la Seconde Chambre des États généraux : 1815-1818.

## Sources
- J.J.Gh. baron van Zuylen van Nijevelt Wijkerslooth
- (nl) Andries Van den Abeele, De burgemeesters van Brugge van 1800 tot 1977, [lire en ligne]
- J. J. Gailliard, Bruges et le Franc, Deel VI, Brugge, 1852.
- Louis van Renynghe de Voxvrie, Descendance de Jean-Bernard van Zuylen van Nyevelt et d'Isabelle du Bois, Brugge, 1964.
- Oscar Coomans de Brachène, État présent de la noblesse belge, Annuaire de 2002, Brussel, 2002 (met uitgebreide bibliografie).
- Cor Bouwstra, Jacqueline Heijenbrok, Ben Olde Meierink, Katrien Timmers, Kasteel de Haar, acht eeuwen geschiedenis, W-Books, Zwolle, 2013.
- John Aspeslagh, West-Vlamingen in de Tweede Kamer (1815-1830), in: Biekorf, 2015
- Notice dans un dictionnaire ou une encyclopédie généraliste :   - Biografisch Portaal van Nederland